# دگرگونی وضعیت هوشیاری

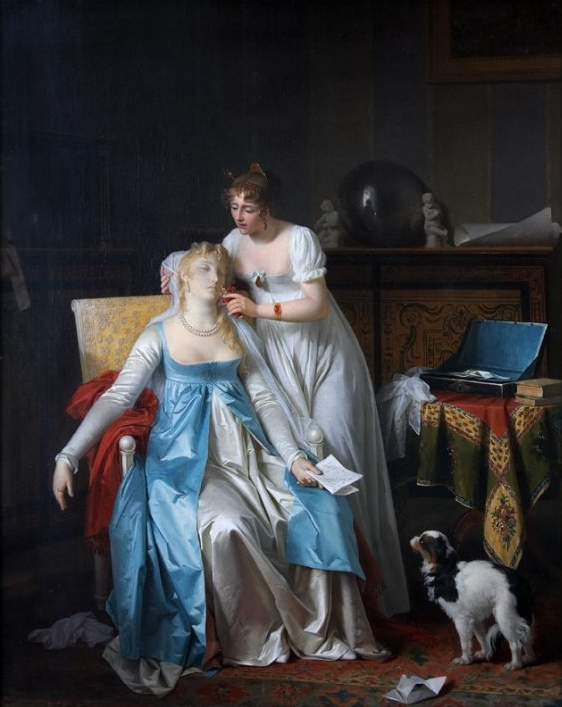
سنکوپ، از انواع وضعیت آگاهی تغییریافته است که ممکن است در اثر شوک رخ دهد. «خبر بد» اثر مارگریت ژرارد

دگرگونی وضعیتِ هوشیاری (به انگلیسی: Altered state of consciousness) که دگرگونی وضعیتِ ذهنی نیز نامیده می‌شود، به هر وضعیتی گفته می‌شود که به‌طور قابل توجهی با حالت بیداری طبیعی متفاوت است.
تا سال ۱۸۹۲، این عبارت در رابطه با هیپنوتیزم مورد استفاده قرار گرفت، اگرچه بحث در مورد اینکه آیا هیپنوتیزم باید به عنوان یک وضعیت جایگزین‌شده هشیاری مطابق با تعریف نوین آن شناخته شود یا خیر، وجود دارد. با این حال، نمونه قابل بازیابی بعدی، توسط دکتر مکس میلهاوس از ارائه او در کنفرانس سال ۱۹۰۴، به صراحت به عنوان مثال در رابطه با صرع شناخته شده است، و هنوز هم امروزه مورد استفاده قرار می‌گیرد. در دانشگاه، این عبارت در اوایل سال ۱۹۶۶ توسط آرنولد ام. لودویگ استفاده شد و از سال ۱۹۶۹ توسط چارلز تارت رایج شد. این تغییرهای القایی در وضعیت روانی فرد را توصیف می‌کند که تقریباً همیشه موقتی است. یک عبارت مترادف «وضعیت تغییریافته آگاهی» است.